# ناني
لويس كارلوس ألميدا دا كونيا (بالبرتغالية: Luís Carlos Almeida da Cunha‏) (من مواليد 17 نوفمبر 1986) ويعرف باسم ناني (بالبرتغالية: Nani‏)، لاعب كرة قدم سابق برتغالي أصله من الرأس الأخضر يلعب في مركز الجناح.
بدأ مسيرته الكروية مع نادي سبورتينغ لشبونة عام 2005، ولعب معهم حتى عام 2007. ولعب مع مانشستر يونايتد الإنجليزي من 2007 حتى 2015 شملتها فترة إعارة لناديه الأم سبورتينغ لشبونة موسم 2014–15 ومن صيف 2015، ثم لعب لنادي فنربخشة التركي قبل أن ينتقل لفالنسيا في صيف 2016.

## سيرة اللاعب

### سبورتنغ لشبونة
بعد موسمين في فريق الشباب، حيث فاز في البطولة الوطنية في 2004-05، تمت تصعيد ناني إلى الفريق الأول في موسم 2005-06 في وقت مبكر.
في 10 آغسطس 2005، أدى ناني مباراته الأولى كبديل في الدقيقة 73 في الهزيمة 1-0 أمام أودينيزي في تصفيات الجولة الثالثة في دوري أبطال أوروبا.
أدى ناني مباراته الأولى في الدوري البرتغالي الممتاز لأول مرة في 28 آغسطس، ليحل محل ديفيد أحرز في الدقيقة 76 من فوز 1-2 على ماريتيمو في استاد دوس باريروس.
وسجل ناني أول هدف له يوم 30 أكتوبر، افتتح التسجيل في مباراة التعادل 2-2 على مضيفه بوافيستا. انهى ناني الموسم الأول في مسيرته مع 36 مباراة وخمسة أهداف في جميع المسابقات.
جاء ناني لأول مرة في دائرة الضوء بعد أن سجل في دوري أبطال أوروبا ضد سبارتاك موسكو، في التعادل 1-1 مرحلة المجموعة في 27 سبتمبر 2006.
ساعد ناني سبورتنج الفوز بكأس البرتغال 2006-07، ورفع الكأس بعد فوزه 1-0 على بالينينسيس يوم 27 مايو 2007 في المباراة النهائية.
الموسم الثاني لناني مع سبورتنج انتهى بإحصاءات مماثلة للموسم السابق، مع 40 مباراة وستة أهداف في جميع المسابقات.

### مانشستر يونايتد
تم بيع ناني إلى مانشستر يونايتد مقابل 25,5 مليون €.
بعد اجتيازه للفحوصات الطبية يوم 6 يونيو 2007، وقع عقدا لمدة خمس سنوات في وقت لاحق من شهر، والانضمام لمواطنه البرتغالي كريستيانو رونالدو في النادي.
وجاء بداية ناني في الدوري الممتاز في المباراة الافتتاحية امام ريدينغ في 12 آغسطس كبديل عن واين روني، الذي كان قد تعرض لاصابة في القدم.
بعد أسبوعين، في 26 آغسطس، سجل ناني أول هدف له في الدقيقة 69 ضد توتنهام هوتسبير.
عاد لمواجهة ناديه السابق، سبورتينغ لشبونة، في مباراة دوري ابطال أوروبا في سبتمبر، وسجل زميله ومواطنه لاعب سبورتنج السابق كريستيانو رونالدو هدف الفوز في المبارة. افتتح ناني التسجيل لفريقه في الفوز 4-1 على ميدلسبره في 27 أكتوبر.
يوم 21 مايو، جاء ناني كبديل عن واين روني في نهائي دوري أبطال أوروبا عام 2008 حيث هزم مانشستر يونايتد تشيلسي 6-5 بركلات الترجيح بعد التعادل 1-1. نجح ناني بتسجيل ركلة جزاء حاسمة (الخامسة) لمانشستر يونايتد في ركلات الترجيح.

### فنربخشه
انتقل موسم 2015/2016 إلى نادي فنربخشه التركي بعد قضائه موسم 2015/2014 معارا في سبورتينغ لشبونة البرتغالي.

## المسيرة الدولية
كان أول ظهور لناني مع الفريق البرتغالي الأول في 1 سبتمبر 2006، وشهد أول ظهور له تسجليه لهدف في المباراة الودية ضد الدنمارك.
أدلى ناني أول ظهور له مع الفريق البرتغالي كبار في 1 سبتمبر 2006، وشهد أول ظهور له مع هدف في المباراة التي خسرها البرتغال 4-2 ودية إلى الدنمارك.
وكان ناني عضوا منتظما في تشكيلة الفريق البرتغالي في التصفيات الأوروبية 2008، وسجل أحد الأهداف في الفوز 2-1 خارج أرضه على بلجيكا في 2 يونيو 2007.
تلقى ناني استدعاء من لويس فيليبي سكولاري ليكون ضمن 23 لاعبا لكأس الامم الأوروبية 2008 جنبا إلى جنب مع زميله كريستيانو رونالدو.
خلال البطولة، ناني لعب ثلاث مباريات وبدأ واحد فقط.
وكان ناني مؤثر في المباراة الفاصلة ضد البوسنة والهرسك، وساعد برونو ألفيس في تسجيل هدف المباراة الوحيد في مباراة الذهاب.
هدف راؤول ميريليس في الإياب حجز مكان البرتغال في نهائيات كأس العالم في جنوب أفريقيا.
في 1 يونيو 2010، سجل ناني الهدف الثالث للبرتغال في الفوز 3-1 على الكاميرون. بعد تلك المباراة كان اسم ناني في قائمة كارلوس كيروش المكونة من 23 لاعبا للمشاركة في البطولة، ولكن في 8 يونيو، انسحب ناني من قائمة البرتغال المشاركة في البطولة بسبب اصابة في الكتف.
تم اختيار ناني ضمن الفريق المشارك في كأس العالم 2014، وبدأ ناني في المباراة الافتتاحية لكأس العالم لكرة القدم 2014 ضد ألمانيا.
في المباراة الثانية للفريق، سجل ناني الهدف الأول للبرتغال في المبارة التي انتهت بالتعادل 2-2 مع الولايات المتحدة.
في عام 2017، اعتزل ناني اللعب دوليًا.

## روابط خارجية
- ناني على موقع الاتحاد الدولي (مؤرشف)  (الإنجليزية)
- ناني على موقع الاتحاد الأوربي (الإنجليزية)
- ناني على موقع اتحاد تركيا (لاعب) (الإنجليزية)
- ناني على موقع الدوري الأمريكي (الإنجليزية)
- ناني على موقع إي إس بي إن إف سي (الإنجليزية)
- ناني على موقع قاعدة بيانات كرة القدم.إي يو (الإنجليزية)
- ناني على موقع ليكيب (الفرنسية)
- ناني على موقع ناشيونال فوتبول تيمز (الإنجليزية)
- ناني على موقع Soccerbase.com (لاعب) (الإنجليزية)
- ناني على موقع Soccerway.com (الإنجليزية)